# O Homem Que Passa
O Homem Que Passa  é um filme brasileiro de 1949, dirigido por Moacyr Fenelon e com roteiro de Pedro Bloch. Nos papeis principais estão Rodolfo Mayer, Lourdinha Bittencourt e Paulo Porto

## Sinopse
Mário (Rodolfo Mayer) é um homem atormentado por um complexo de culpa, em razão do suicídio de uma mulher que lhe dedicava uma paixão não correspondida. Aos poucos Mário entra em crise e sua paranóia aumenta quando começa a sofrer alucinações, sentindo-se atraído pela mulher e perseguido por seu melhor amigo.

## Elenco
| Ator/Atriz            | Personagem      |
| --------------------- | --------------- |
| Rodolfo Mayer         | Mário           |
| Lourdinha Bittencourt | Alma            |
| Paulo Porto           | Conrado         |
| Lydia Stuart          | Suzana          |
| Zizinha Macedo        | —               |
| Manoel Rocha          | Mordomo Ventura |
| Lizette Barros        | Dra. Martha     |
| Álvaro Aguiar         | Souza           |
| Pedro Bloch           | Homem no bar    |
| Mário Lago            | —               |